# Майоров, Алексей Петрович
Алексей Петрович Майоров (род. 29 декабря 1961) — советский инженер и функционер ВЛКСМ, российский предприниматель и политик, член Совета Федерации (2011—2023).
Из-за поддержки нарушения территориальной целостности Украины во время российско-украинской войны находится под персональными международными санкциями Евросоюза, США, Великобритании и ряда других стран.

## Биография
В 1985 году окончил МВТУ им. Баумана и работал инженером в Центральном научно-исследовательском институте точного машиностроения. С 1987 по 1991 год являлся первым секретарём Подольского городского комитета ВЛКСМ, в 1991—1999 годах работал в коммерческих банках Москвы (в 1997 году окончил Московскую государственную юридическую академию). С 1999 по 2001 год занимал должность начальника отдела главного территориального управления Администрации президента РФ. В 2001 был назначен первым заместителем председателя правления московского ЗАО «Альта-банк», с 2005 по 2011 год — председатель правления, президент ЗАО «Коммерческий банк „Альта-банк“».
В 2007 году ЛДПР выдвинула кандидатуру Майорова на выборах в Государственную Думу в 73-м избирательном округе (Тульская область), но по итогам голосования он не получил депутатский мандат.
С марта по июль 2011 года — депутат Собрания депутатов Цаган-Уснского сельского муниципального образования Республики Калмыкия третьего созыва, с 12 сентября 2013 года — депутат Народного Хурала (Парламента) Республики Калмыкия пятого созыва (избирался при поддержке местных отделений «Единой России», отказался от депутатского мандата парламента Калмыкии ввиду работы в Совете Федерации).
5 июля 2011 года депутаты Народного Хурала Калмыкии по предложению спикера Анатолия Козачко единогласно избрали Майорова представителем законодательного органа государственной власти Калмыкии в Совете Федерации.
24 сентября 2018 года депутаты Народного Хурала шестого созыва в ходе второй (внеочередной) сессии переизбрали А. П. Майорова своим представителем в Совете Федерации.
3 октября 2018 года утверждён председателем комитета Совета Федерации по аграрно-продовольственной политике и природопользованию.
2 ноября 2022 года освобождён от должности председателя Комитета Совета Федерации по аграрно-продовольственной политике и природопользованию. Избран в тот же Комитет первым заместителем председателя.
23 сентября 2023 года объявил о намерении сложить с себя полномочия сенатора с тем, чтобы новый созыв Народного хурала Калмыкии избрал нового представителя в Совете Федерации.

## Награды
- Орден Почёта (4 мая 2022 года) — за большой вклад в развитие парламентаризма, активную законотворческую деятельность и многолетнюю добросовестную работу[14]
- Медаль ордена «За заслуги перед Отечеством» II степени (25 января 2017 года) — за большой вклад в развитие российского парламентаризма и активную законотворческую деятельность[15]
- Почётная грамота правительства Российской Федерации (31 декабря 2016 года) — за активное участие в законопроектной деятельности и развитии парламентаризма[16]